# Le Retour de Bulldog Drummond (film, 1934)
Pour les articles homonymes, voir Le Retour de Bulldog Drummond.
Pour plus de détails, voir Fiche technique et Distribution.
Le Retour de Bulldog Drummond (Bulldog Drummond Strikes Back) est un film américain réalisé par Roy Del Ruth, sorti en 1934.

## Synopsis
Algy, la partenaire de Bulldog Drummond, est sur le point de se marier et Bulldog assiste au mariage mais à son retour à la maison dans la nuit brumeuse profonde, il erre dans un vieux manoir du prince Achmed à la recherche d’un téléphone. À sa grande stupeur, il trouve le cadavre d’un vieil homme. Les corps continuent de disparaître alors que Drummond tente de contacter les autorités, y compris le capitaine Nielsen. Mais une femme est sur l’affaire, Lola, qui est la fille de l’homme mort.

## Fiche technique
- Titre : Le Retour de Bulldog Drummond
- Titre original : Bulldog Drummond Strikes Back
- Réalisation : Roy Del Ruth
- Scénario : Nunnally Johnson et Henry Lehrman, d'après le roman The Challenge de Herman Cyril McNeile
- Production : Darryl F. Zanuck et William Goetz
- Société de production : 20th Century Pictures
- Musique : Alfred Newman
- Photographie : J. Peverell Marley
- Montage : Allen McNeil
- Direction artistique : Richard Day
- Costumes : Gwen Wakeling
- Pays d'origine : États-Unis
- Langue : anglais
- Format : Noir et blanc - Mono
- Genre : Policier
- Durée : 83 minutes
- Date de sortie : 15 août 1934 (États-Unis)

## Distribution
- Ronald Colman : Capitaine Hugh 'Bulldog' Drummond
- Loretta Young : Lola Field
- C. Aubrey Smith : Capitaine Reginald Neilsen
- Charles Butterworth : Algy aka Mousey
- Una Merkel : Gwen
- Warner Oland : Prince Achmed
- E.E. Clive : London Bobbie
- Mischa Auer : Hassan
- Douglas Gerrard : Parker, le valet de Drummond
- Ethel Griffies : Mme Field
- Halliwell Hobbes : Bobby
- Arthur Hohl : Dr Sothern
- George Regas : Singh

Acteurs non crédités :
- Lucille Ball : Une fille
- Vernon Steele : Un invité du mariage